# Около тебя
«Около тебя» — песня, написанная Егором Солодовниковым и записанная певицей Ёлкой, для её четвёртого студийного альбома «Точки расставлены» (2011). Композиция, спродюсированная Евгением Ступкой, была выпущена, как третий официальный сингл с альбома 31 октября 2011 года.
Композиция получила положительный отзывы от музыкальных критиков, которые отмечали, что она «открывает в Ёлке невероятно глубокую лирическую исполнительницу». Песня достигла первого места в радиочартах России и Украины и дебютировала на шестом месте в российском чарте цифровых треков, достигнув первой позиции.

## Предыстория и релиз
В преддверии выхода альбома, в интервью Гуру Кену, певица рассказала о новом сингле: «Конечно, после выхода альбома все песни расползутся по всему интернету, так что будет неважно, выйдут ли синглы. Но уже сейчас на радио начинает звучать третий сингл с альбома — „Около тебя“, очень трогательная и нежная песня. В конце ноября планируем премьеру клипа на неё». Описывая песню, как нежную, трогательную и невероятно чувственную, певица сменила в ней свой обычный стиль исполнения и предстала «предельно искренней». Позже композиция была названа очень личной и певица описывала её, как «песню-откровение».
Во время выступления в Омске 6 июня 2012 года Ёлка говорила об истории появления «Около тебя» и причинах, по которым она решила её записать: «Я циник, очень люблю чёрный юмор и боюсь людей, которые не способны нормально похихикать. Но в то же время я немножко эмо, потому что я девочка. Как циник я понимаю, что сопливая песня — это всё… Циник во мне в какой-то момент дал слабину, наверное, когда эмо влюбилась. Так и появилась эта песня». Композиция поступила в радиоротацию 31 октября 2011 года, через систему Tophit. Ёлка впервые исполнила песню на телевидении в ходе гала-концерта второго сезона украинского шоу «X-Фактор», который состоялся 31 декабря 2011 года.

## Музыка и текст песни
«Около тебя» — это нежная, чувственная поп-баллада, с запоминающимся припевом и строчками: «Около тебя мир зеленее /Около тебя солнце теплее /Около тебя я понимаю, что счастье есть /Когда ты здесь около меня». Анна Школьная из издания «Сегодня» отмечала в песне влияние соула. Согласно нотным листам, изданным на Melodyforever.ru, песня записана в среднем темпе в 110 ударов в минуту, в размере такта в 4/4. Основная гармоническая последовательность композиции, записанной в тональности Ля минор, состоит из аккордов: Am — G/Em — Am — G/Em — F — Em.

## Реакция критики
В целом, песня получила положительные отзывы от критиков, музыкальных журналистов и программных директоров радиостанций, заняв первое место в «Экспертном чарте» портала RedStarMusic.ru, за февраль 2012 года. Булат Латыпов в «Афише» писал, что «Около тебя» «получилась нежной, без напора; сентиментальные бирюльки романтизма, короче говоря». Алексей Мажаев в InterMedia отмечал: «Баллада „Около тебя“ открывает в Ёлке невероятно глубокую лирическую исполнительницу». Дмитрий Прочухан в NewsMusic.ru положительно отзовался о композиции, написав, что она «по праву подхватила хитовую эстафетную палочку от „Прованса“ и „На большом воздушном шаре“ в чартах». Анна Школьная из издания «Сегодня» писала, что была тронута композицией, назвав её текст очень романтичным. «…так и хочется включить на плеере максимум громкости и вернуться пешком домой, а не в забитом автобусе. Все романтики меня поймут!», — отмечала журналист. Антон Зоркин из журнала Billboard посчитал, что «Около тебя» — это «классические женские любовные страдания, но они исходят от поевшей в хорошем ресторане девушки, которую на улице ждёт машина с водителем». Композиция была номинирована в категории «Лучшая песня» на премию Муз-ТВ 2012, получила награду в категории «Лучшая песня» на Премии RU.TV 2012, а также награду «Золотой граммофон». 12 декабря «Около тебя» была номинирована в категории «Лучшая песня» на украинскую премию YUNA.

## Музыкальное видео
Видеоклип к песне был снят в ноябре 2011 года. Режиссёром выступил Игорь Шмелёв. «Нам не хотелось мудрить с клипом — делать 18-дневный съемочный период, углубляться в спецэффекты. Никакие детали не должны были отвлекать от настоящего. Этот клип мы решили снять с молодым и амбициозным режиссёром Игорем Шмелёвым, который известен своим роликом „Нежность“… Нам было очень комфортно работать с Игорем, мне кажется мы нашли общую „волну“. А ещё в этом видео у меня наконец-то снялись коты)))», — рассказала Ёлка. В основе сюжета лежит история любви, рассказывающая «о том, что настоящие мужчины готовы сделать ради своей любимой». Клип был презентован 23 ноября 2011 на канале Ello (YouTube) и за месяц собрал более семисот тысяч просмотров.
В обзоре сайта Plitkar.com.ua видео было описано положительно. В издании писали, что видео получилось трогательное и романтичное и добавляли: «В клипе певица появилась в крайне непривычном, но очень милом образе. Минимум макияжа, домашняя одежда, тапочки — Лиза выглядит нежно и по-девичьи очаровательно». На Ledaks.com отмечали много романтики и естественности в работе и писали, что Ёлка «переросла» девочек и наконец-то осознала, что она настоящая женщина. «Своеобразный голос с неординарной подачей оставляет её на пике уже давно. А вот такой женственный облик поднимит Ёлку ещё выше», — уточняли на сайте. На сайте Weburg.net писали, что в видео представлена «романтика и нега» в декорациях мегаполиса. В издании посчитали: «Девушке петь подобные песни — не привыкать. Она себе место застолбила, и не столько клипами, сколько голосом, текстами и харизмой». Видео было помещено на 16 строчку в списке «20 поп-клипов года», составленного Алексеем Мажаевым для «Звуков.ру».

## Исполнение
31 декабря 2011 года, Ёлка впервые исполнила песню на телевидении в ходе гала-концерта второго сезона украинского шоу «X-Фактор». 14 февраля 2012 года, Ёлка исполнила композицию, совместно с песней «Прованс», на концерте радиостанции Love Radio «Big love Show 2012», в московском СК «Олимпийский».

## Участники записи
| - Егор Солодовников — автор,композитор (слова и музыка) - Ёлка — вокал - Евгений Ступка — продюсер, аранжировка, клавишные - С. Сидоренко — флюгельгорн | - С. Добровольский — аранжировка, запись и сведение, бас, гитара - Ф. Яночкин — барабаны |

## Чарты
| Страна/территория (Чарт)    | Высшая Позиция |
| --------------------------- | -------------- |
| (Tophit Российский Топ-100) | 1              |
| (2М Топ 10. Цифровые треки) | 1              |
| (Tophit Общий Топ-100)      | 1              |
| (Tophit Топ-100 по заявкам) | 1              |
| (Tophit Украинский Топ-100) | 1              |

| Страна/территория (Чарт, 2012) | Высшая Позиция |
| ------------------------------ | -------------- |
| 2М Топ 25. Цифровые треки      | 12             |
| Tophit Российский Топ-200      | 2              |
| Tophit Общий Топ-200           | 1              |
| Tophit Топ-200 по заявкам      | 52             |
| Tophit Украинский Топ-200      | 1              |

## Номинации и награды
| Год  | Награда       | Номинированная работа | Категория    | Результат |
| ---- | ------------- | --------------------- | ------------ | --------- |
| 2012 | Премия Муз-ТВ | «Около тебя»          | Лучшая песня | Номинация |
| 2012 | Премия RU.TV  | «Около тебя»          | Лучшая песня | Победа    |
| 2012 | YUNA          | «Около тебя»          | Лучшая песня | Победа    |

### Рейтинги и списки
| Издание    | Страна | Рейтинг/список                  | Год  | Источник |
| ---------- | ------ | ------------------------------- | ---- | -------- |
| «Звуки.ру» | Россия | «20 поп-клипов года» (16 место) | 2011 | [ 23 ]   |